# 산티아고 히메네스
산티아고 토마스 히메네스(스페인어: Santiago Tomás Giménez, 2001년 4월 18일 ~ )는 멕시코의 축구 선수이다. 그의 포지션은 공격수로, 현재 이탈리아 세리에 A의 AC 밀란에서 활약하고 있다.

## 클럽 경력

### 크루스 아술
2017년 8월 30일, 히메네스는 2-1로 이긴 티그레스 UANL와의 코파 멕시코 조별 리그 경기에서 크루스 아술 소속으로 프로 데뷔전을 치렀다. 2년 후인 2019년 8월 28일, 그는 3-2로 패한 티후아나와의 경기에서 리가 MX 데뷔전을 치렀다. 2020년 2월 2일, 그는 3-3으로 비긴 톨루카와의 리그 경기에서 경기 시작 2분만에 선제골을 넣으며 데뷔골을 기록했다.
2021년 8월, 4번의 리그 경기에서 득점하며, 이달의 선수로 선정되었다.

### 페예노르트
2022년 7월 29일, 히메네스는 페예노르트와 4년 계약을 맺고 이적하였다. 8월 27일, 그는 4-0으로 이긴 FC 에먼과의 경기에서 두 번째 골을 넣으며 페예노르트 소속으로 데뷔골을 기록했고, 야코브 라스무센의 3번째 골을 도왔다. 9월 8일, 그는 4-2로 패한 이탈리아의 라치오와의 유로파리그 조별 리그 경기에서 64분에 교체 투입되어 멀티골을 넣으며 유럽대항전 데뷔전을 치뤘다. 11월 3일, 그는 1-0으로 이긴 라치오와의 UEFA 유로파리그 조별 리그 2차전 경기에서 교체 투입되어, 결승골을 득점하였고, 페예노르트는 조 1위로 16강에 직행하였다. 페예노르트는 에레디비시 2022-23 우승을 거두었는데, 히메네스는 31경기에 출전해 15골을 넣었다. 그중에는 3-0으로 이긴 고 어헤드 이글스와의 경기에서 리그 우승을 확정지은 두 번째 골이 포함되어 있다.

## 국가대표팀 경력
출생지인 아르헨티나를 대표할 수도 있었지만, 아버지가 멕시코로 이주한 이후 대부분의 시간을 멕시코에서 살아온 히메네즈는 "아르헨티나 사람이라기보다는 멕시코 사람이라고 느낀다"며 멕시코를 선택했다. 그는 멕시코 U-15, U-18, U-20, 그리고 U-23 대표팀에 소집되었다. 그는 2016년 인터내셔널 드림컵에서 멕시코 U-16 일원으로 3경기에 출장했다.
2020년 9월, 히메네스는 헤라르도 마르티노 감독의 첫 성인 대표팀 소집에 응해 훈련 캠프에 참가했다. 같은 달, 페르난도 바티스타 아르헨티나 U-20 축구 국가대표팀 감독이 그를 차출하는 것에 관심이 있다고 보도되었다.
2021년 10월 27일, 히메네스는 에콰도르와의 친선 경기에서 멕시코 성인 국가대표팀 데뷔전을 치렀다. 12월 8일, 그는 2-2로 비긴 칠레와의 친선 경기에서 멕시코 국가대표팀 데뷔골을 기록했다.
2022년 10월, 히메네스는 월드컵에 참가할 멕시코 국가대표팀의 31인 예비 명단에 이름을 올렸지만, 최종 26인 엔트리에 들지 못했다.

## 사생활
산티아고는 전 축구 선수인 크리스티안 히메네스의 아들로, 크루스 아술에서 아버지와 함께 뛰었다. 그는 독실한 기독교인으로 2019년 1월 세례를 받았다. 히메네스는 멕시코의 모델 페르 세라노와 결혼했다.

## 수상 내역
크루스 아술
- 리가 MX: 과르디아네스 2021
- 코파 멕시코: 아페르투라 2018
- 캄페온 데 캄페오네스: 2021
- 수페르코파 데 라 리가 MX: 2022
- 수페르코파 MX: 2019
- 리그컵: 2019

페예노르트
- 에레디비시: 2022–23[10]

개인
- 리가 MX 올스타: 2021
- 리가 MX 이달의 선수: 2021년 8월, 2021년 9월[24]
- 에레디비시 이달의 팀: 2023년 4월[25]
- 에레디비시 이달의 재능: 2023년 4월[26]